# Lotteranlage

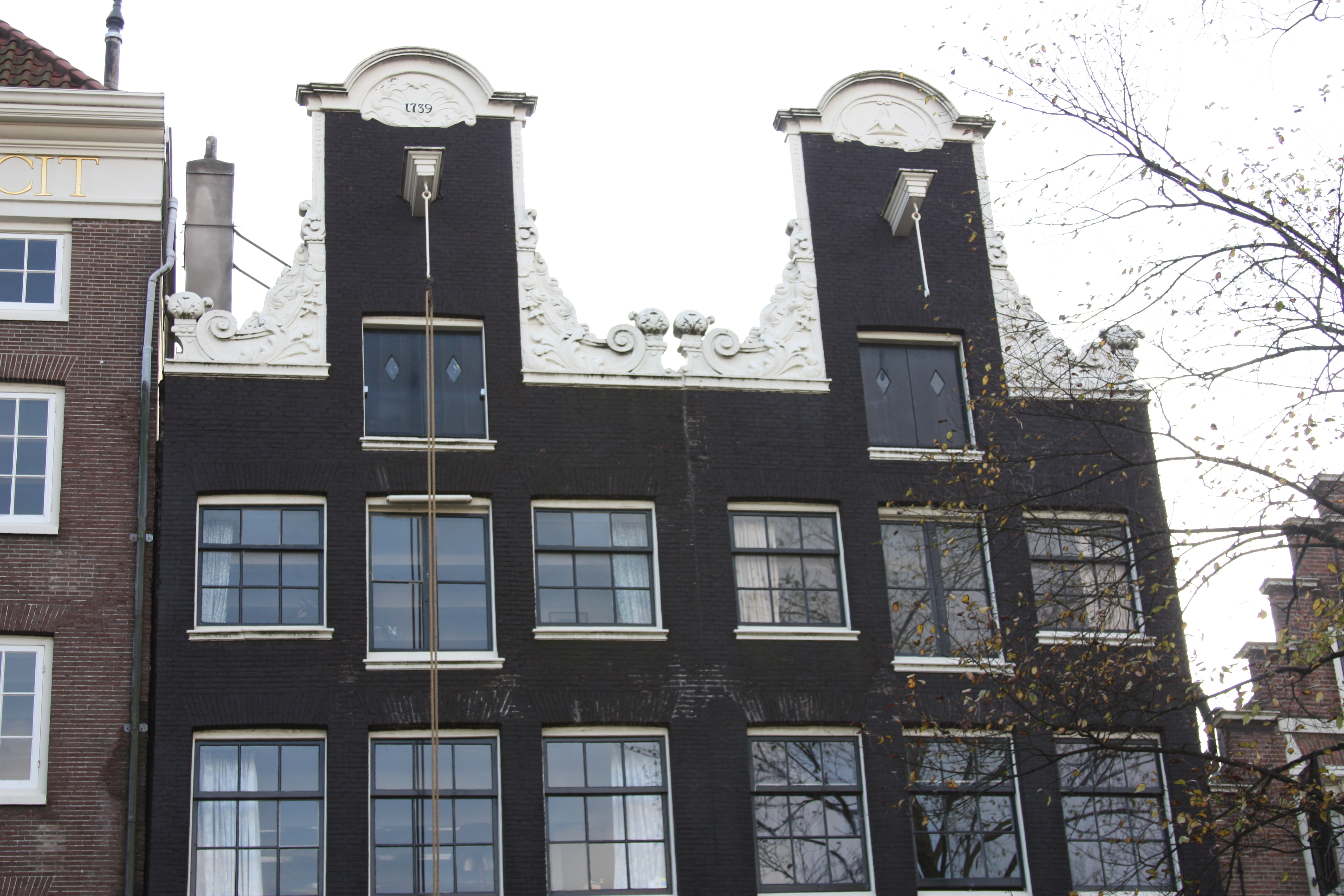
Lotteranlage in Amsterdam

Eine Lotteranlage ist eine Aufzugseinrichtung (mit auskragendem Balken, Seilrolle und Seil) an Fassaden oder Giebeln. Damit können außerhalb von Gebäuden Lasten in die oberen Stockwerke von Gebäuden transportiert werden.
Im Rahmen des Denkmalschutzes und der Altstadtsanierung gelten Lotteranlagen als erhaltenswürdig. In der Tübinger Altstadt sind Lotteranlagen beispielsweise mit den zugehörigen Fassadenöffnungen und Klappläden bei baulichen Vorhaben zu erhalten und instand zu setzen, sofern das Vorhaben den Bereich umfasst, in dem sich die Lotteranlage befindet. Die Erhaltung der Lotteranlagen bedeutet nicht unbedingt die Beibehaltung ihrer Funktionstüchtigkeit. Der Ausbau und die Nutzung des dahinterliegenden Raumes ist durchaus möglich.